# Ангус Огілві
Сер Ангус Джеймс Брюс Огілві (англ. Angus James Bruce Ogilvy, 14 вересня 1928, Лондон, Велика Британія — 26 грудня 2004, Лондон, Велика Британія) — британський бізнесмен. Найбільш відомий як чоловік принцеси Олександри Кентської, двоюрідної сестри королеви Єлизавети II.

## Ранні роки
Огілві народився в Лондоні, був другим сином 12-го графа Ерлі та леді Олександри Коук, доньки 3-го графа Лестера.
Його рідня мала тісні зв'язки з британською королівською родиною.
Бабуся Ангуса, Мейбелл Огілві, графиня Ерлі, була близькою подругою та фрейліною королеви Марії.
Його батько був придворним лордом Георга V і лордом-камергером королеви Єлизавети (пізніше королеви-матері). Граф Ерлі був двоюрідним братом Діани Мітфорд, двоюрідним братом Лавінії Фіцалан-Говард, герцогині Норфолкської, і двоюрідним братом Роберта Гаскойна-Сесіла, 5-го маркіза Солсбері.

## Освіта і кар'єра
Огілві здобув освіту в школі Гізердаун поблизу Аскота в Беркширі, а пізніше в Ітонському коледжі (також у Беркширі). Між 1946 та 1948 роками він був призначений офіцером Шотландської гвардії.
У 1947 році Ангус навчався в Триніті-коледжі в Оксфорді, який закінчив у 1950 році зі ступенем бакалавра філософії, політики та економіки (PPE).
Після університету Огілві працював у компанії Drayton, а пізніше працював з магнатом Tiny Rowland у дочірній компанії Drayton, London and Rhodesia Mining and Land Company (Lonrho). Тодішній прем'єр-міністр, сер Едвард Гіт, розкритикував компанію та описав її в Палаті громад як «неприємне та неприйнятне обличчя капіталізму».
Ділова кар'єра Огілві завершилася в 1976 році після того, як його розкритикували у звіті Міністерства торгівлі про діяльність компанії.

## Шлюб
24 квітня 1963 року Огілві одружився з принцесою Олександрою Кентською, онукою короля Георга V і королеви Марії, двоюрідною сестрою королеви Єлизавети II. Весілля відбулося у Вестмінстерському абатстві, Лондон.
Церемонію одруження відвідали всі члени королівської родини, її транслювали в усіх куточках світу по телебаченню. За трансляцією спостерігали близько 200 мільйонів людей.
Королева запропонувала Огілві титул графа на його весіллі від якого він відмовився. Ангус також відмовився від апартаментів в одному з королівських палаців. Натомість він орендував у Королівського маєтку будинок «Тачхед Хаус Лодж» у Річмонді, Лондон, для себе та принцеси Олександри. Принцеса Олександра живе в цьому будинку й до сьогодні. Проте вона зберегла за собою квартиру в Сент-Джеймсському палаці.
У пари народилося двоє дітей: Джеймс (1964) та Марина (1966).

## Останні роки життя

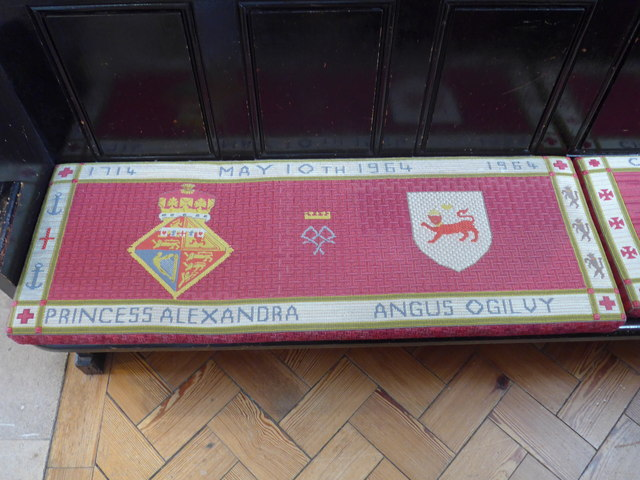
Подушка на лавці в церкві Св. Анни, Кью, присвячена Ангусу Огілві та принцесі Олександрі

Після того, як його бізнес-кар'єра була зіпсована, Огілві займався благодійністю.
Працював президентом Імперського фонду дослідження раку та головою Молодіжних клубів Великої Британії, найбільшої організації молоді, яка не носить уніформу у Британії. Він був покровителем організації лікування артритів, віце-покровителем Національних дитячих будинків, головою консультативної ради The Prince's Trust, опікуном фонду Leeds Castle, а також був членом керівної ради Business in Community та Товариства сприяння християнським знанням.
Огілві також був членом Королівської роти лучників, суверенної особистої охорони в Шотландії, в якій його батько служив одним із чотирьох її лейтенантів.
Останні роки життя страждав від раку горла. Востаннє з'явився на публіці з дружиною, коли супроводжував її до Таїланду в офіційному турі.
Огілві помер у Кінгстоні-на-Темзі, Лондон, 26 грудня 2004 року, провівши три місяці в лікарні через захворювання, пов'язані з раком, включаючи гостру пневмонію.
Його похорон відбувся в каплиці Святого Георгія у Віндзорському замку 5 січня 2005 року. Похований в Королівській усипальниці у Фрогморі, Віндзор.